# Mwene Mbandu Kapova I
O rei Mwene Mbandu I Lyondthzi Kapova foi o vigésimo primeiro monarca de Bundalândia, no sudoeste da actual Angola, antes da colonização portuguesa do território bunda a princípios do século XX. Converteu-se num monarca fixado em resistir a ocupação portuguesa de Moxico, o que provocou sequestros a grande escala por parte dos portugueses. Ele herdou a chefia do Reino Bunda do seu sobrinho, o rei Mwene Katavola II Musangu.
O príncipe (Munamwene) Mbandu Lyondthzi Kapova era o filho de Vamwene Vukolo Ngimbu Kanchungwa, uma das filhas da famosa Vamwene Ngambo Lyambayi. O príncipe teve um papel importante na guerra contra os chócues junto com outro príncipe conhecido como Munamwene Limbuti. Munamwene Mbandu Kapova e Munamwene Limbuti tinham calculado as forças bundas e levou-os pessoalmente à destruição e causando vingança contra as empalizadas fortificadas dos chefes chócues e seus súbditos. Isto ocorreu depois que os bundas descobriram que o seu 20° Monarca, Mwene Katavola II Musangu não chegou ao palácio em Covongo nos dias posteriores à batalha bunda-chócue, após ter sido emboscado e assassinado pelos guardas chócues que depois fugiram, tudo de caminho de regresso à sua pátria original, na actual República Democrática do Congo.
O tio do Rei Mwene Katavola II Musangu, o resistente príncipe Munamwene Mbandu Lyondthzi Kapova, com a mudança de cinco rêses e trinta escravos, prometeu sustentar uma guerra sistémica de vingânça contra os chócues pela morte do seu sobrinho. A empalizada dos chócues Mwa Ndumba no vale do rio Kwitu, Mwa Mwa Chinjenge Kanyika e no vale Kwandu foram todos atacados. A maioria dos chócues que se encontravam nessas áreas e na localidade do vale Kovongo foram assassinados e seus corpos arrojados nos rios, queimados ou decapitados e empalados em estacas. O chefe Chinjenge dos chócues rendeu-se a Munamwene Mbandu Lyondthzi Kapova. Sobretudo foram tomadas e separadas dos demais cativos as mulheres chócues jovens e atraentes. Foi como resultado destas batalhas, bem como as produzidas por Munamwene Mbandu Lyondthzi Kapova contra os chócues que a relação duradoura entre os bundas e chócues se desenvolveram.
O Rei Mwene Mbandu I Lyondthzi Kapova tomou o cargo do governo do Bundalândia do seu sobrinho Mwene Katavola II Musangu. Mwene Mbandu I Lyondthzi Kapova também dirigiu os bundas na sua confrontação armada com o Luvale que estavam ansiosos de romper o poder militar e a independência do Estado Bunda e queria capturar escravos para a venda. Os dois opõem-se às forças militares comprometidos entre si na luta armada na zona Lunjweva e Mwene Mbandu I Lyondthzi Kapova dispararam e mataram a Masambo, o líder das forças luvale invasores. Com a eliminação de Masambo, os invasores foram postos em fuga e obrigados a bater-se em retirada apressada e desordenada de regresso à sua terra natal.
Em reconhecimento da capacidade de Mwene Mbandu I Lyondthzi de Kapova em sufocar as ameaças contra os bundas deu-se-lhe carinhosamente o sobrenome: "Extintor de lumes". Kathzima Mishambo que significa que a nação bunda manteve invicto e num estado de preparação militar completo, de modo que quando o orgulhoso bunda ouviu falar das aventuras militares da Lozi de Litunga Lubosi-Lewanika, que estavam preparadas para eles. Em caso que se aventuraram em Bundalândia o Lozi que estavam familiarizados com a capacidade militar e a sagacidade dos bundas, nunca empreendeu uma campanha militar contra os bundas de Mwene Mbandu Lyondthzi Kapova "Kathzima-Mishambo-o extintor de lumes".

## Primeiro levantamento contra os portugueses
Os reis bundas mantêm vínculos comerciais com os comerciantes portugueses no interior do planalto de Bié e na costa do Atlântico através dos seus agentes de longo tempo, os comerciantes Ovimbundos. Este comércio foi posteriormente interrompido pela guerra portuguesa da ocupação em 1914, que levou ao país dos bundas no território de Angola em 1917 conexões comerciais também prosperaram com as nacionalidades adjacentes como os Akwanyama, Ovambo, Chócues, Luvale, Lozi, Luimbi, Herero, the Humbi, Chimbandi, Nyemba, Ngonjelo, Lunda, the Vangati, Mashi, Mbukushu, Makoma and Nyengo.
Com o passar do tempo, os colonos portugueses foram enganados pelos seus representantes comerciais no desenvolvimento de um maior interesse nos territórios colonizados no interior e os que estão mais ao leste da sua ocupação imediata. Esta pressão sobre os colonos portugueses manteve-se durante muito tempo devido aos interesses comerciais dos comerciantes portugueses nestes territórios tinham aumentado e portanto desejava muito por sobre o controle exclusivo de Portugal antes que os ingleses, mais ao leste, impuseram o controlo no país bunda e outros territórios.
Os comerciantes portugueses importantes, tais como o famoso António Francisco da Silva Porto, também conhecido como Silva Porto, se deram conta de que era para o seu próprio benefício e vantagem, bem como de Portugal que os portugueses se apressassem a levar aos restantes territórios sobre o seu firme controle. Como se fez evidente que, Angola ou África Ocidental Portuguesa finalmente seria rodeada de territórios não controlados pelos portugueses fazendo assim uma impossibilidade da suposta união de Angola e Moçambique, os comerciantes portugueses fizeram-se mais amargurados e desesperados. Montaram pressão sobre as autoridades portuguesas a utilizar o seu poder e influência para estabelecer missões e fortalezas nos territórios não controlados com o fim de evitar que os agentes estrangeiros actuassem em nome das potências europeias estrangeiras melhor organizadas ou competidores.
Como passo preliminar para o aplicativo da política de colonização de Bundalândia, as autoridades portuguesas enviaram um número de comerciantes portugueses para estabelecer postos de comércio sobre a escolta de armados pombeiros, mulatos e uma variedade de grupos de diferentes etnias que se originou a partir das zonas de influência ocidental, sul e sudeste e as zonas costeiras no domínio do brutal colonialismo português. Comerciantes portugueses da talha apelidados como "Kamulingi" (que significa pequena calabaza), "Saluwe" em Nengu em sua confluência com o rio Luwe, "Kapiyo" em Kashwango, "Chayevala" em N'inda de Lumbala Ngimbu, outro "Kapiyo em Kembo," Kamuku (que significa "pequena rata ') em Lwati," Lima Samakaka "na fonte da Kashwango, no área de Mwene Likina," Pelela ", e muitos outros comerciantes estabeleceram postos comerciais em outras áreas de Bundalândia. Os comerciantes portugueses estabeleceram-se com expedições intermináveis que se enviaram para repor a mercadoria requerida; desde o interior do planalto de Bié e desde os pontos mais longínquos na costa atlântica, onde os portuguêses já tinham instalado a si mesmos como conquistadores sem escrúpulos e colonialistas, após ferozes guerras de oposição ao colonialismo português.
Conforme passava o tempo, os comerciantes portugueses e seus pombeiros experimentaram a resistência dos bundas encabeçada pelo seu monarca, o rei Mwene Mbandu I Lyondthzi Kapova também chamado Kathzima Mishambo (o extintor de lumes) enfrentado ao colonialismo português e a sua ambição. Apesar do florescente comércio com os portugueses, os bundas mantiveram-se firmemente opostos à perda da sua soberania através da colonização. O rei Mwene Mbandu I Lyondthzi Kapova e seus súbditos eram muito conscientes da proximidade do autoritarismo português, dos quais os seus compatriotas africanos para o leste, ao sudeste, ao norte, ao noroeste já o longo da costa não tinham sido capazes de manter fora dos seus territórios, apesar da forte resistência armada.
A partir da sua própria experiência com os portugueses e conhecendo a experiência de outros povos, o rei Mwene Mbandu I Lyondthzi Kapova e os bundas sabiam que, com o fim de manter o seu autogoverno, provavelmente teriam que derramar sangue na oposição armada contra a implacável marcha do colonialismo português.
Os servidores públicos administrativos coloniais portugueses tinham a prática de manter como reféns, esposas desses aldeões bundas que não podiam se dar o luxo de pagar o imposto de capitação. Este acto e outra brutalidade comocionou os bundas. Venceram aos colectores de impostos à morte, tomaram as suas armas e foram-se num alvoroço, superando aos comerciantes portugueses e queimaram os postos comerciais. As pequenas tendas dos comerciantes foram igualmente saqueados e queimados; as suas mulheres foram tomadas como parte do saque e se "casaram" com seus captores. Alguns comerciantes conseguiram escapar para o centro administrativo de Kangamba, onde os portugueses tinham estabelecido primeiro como dirigentes coloniais da Bundalândia. O estabelecimento foi nomeado após Mwene Kangamba, o chefe local bunda quais os servidores públicos coloniais portugueses encontraram nessa zona quando chegaram e construíram o seu centro colonial ali. Este episódio foi seguido por uma guerra de represálias contra os bundas livradas pelos mestres coloniais portugueses e as suas forças de apoio.

## Relações com os Portugueses
Os comerciantes e colonos portugueses que sobreviveram se alarmarão grandemente por esta situação e se apressaram a trazer o Reino de Mwene Mbandu I Lyondthzi Kapova "Kathzima Mishambo" sobre a sua colonização e controle estrito. Servidores públicos portugueses acompanhados por soldados armados e escoltas foram enviados a estabelecer fortes em diversas áreas da Bundalândia. Anteriormente à criação destes centros administrativos fortificados, os colonialistas portugueses introduziram um imposto controvertido em todo o Reino Bunda de Mwene Mbandu I Lyondthzi Kapova "Kathzima Mishambo". Os bundas nunca tinham prestado homenagem a uma potência estrangeira, a excepção dos seus próprios dirigentes soberanos e os membros da realeza subordinados no seu reino.
Mwene Mbandu I Lyondthzi Kapova e seus súbditos deram-se conta de que o seu reino tinha sido penetrado por uma raça maligna e um sistema malévolo que desejava a usurpação da sua liberdade e da ocupação da sua pátria. Os colonos portugueses, por sua vez, eram conscientes do facto de que apesar dos reis bundas detestavam o colonialismo, especialmente Mwene Mbandu I Lyondthzi Kapova Kathzima Mishambo, podiam afirmar a sua autoridade mediante a realização de estratégias do que sobraria coordenados bundas em oposição ao domínio português. Já que Mwene Mbandu I Lyondthzi Kapova estaria obrigado a ter um papel importante em qualquer revolta armada contra o colonialismo português, os colonos portugueses estabeleceram discretamente sobre a busca de um membro real bunda susceptível que apoiaria as ambições portuguesas. O sistema bunda de regra tradicional tinha sido tal que o governo soberano de todo o reino residia no rei que tinha que vir da linha matrilineal central da hierarquia real. Esta era um pouco limitada no número de aspirantes a membros da realeza ao trono central. Ao mesmo tempo teve um sistema eficaz, descentralizado de governo tradicional nas numerosas zonas e localidades que compõem o país bunda. Aqui numerosos príncipes e princesas cumprem as suas funções como chefes e chefas das pessoas abaixo à sua jurisdição. Este sistema de governo tradicional tinha sido um dos factores fundamentais que tinha contribuído à estabilidade relativa e a consolidação do Estado nacional bunda desde a época do fundador de renome Mwene Yambayamba Kapanda.
Os colonos portugueses decidiram fazer um movimento preventivo contra esta oposição ao seu governo. Colaboraram em privado com um dos comerciantes portugueses em Lwati, onde Mwene Mbandu I Lyondthzi Kapova tinha o seu palácio Caliamba, para convocar ao rei bunda em seu nome. O comerciante português chamado Kamuku e as tropas portuguesas estavam a esperar para o monarca. O comandante branco das tropas portuguesas, que foi chamado "Caombo", cortesmente, mas com força, disse Mwene Mbandu I Lyondthzi Kapova que o Governador português exigiu uma audiência com o Rei e tinha enviado as suas tropas para escoltar ao "Grande Rei" para o mesmo propósito. O monarca bunda respondeu com a calma que o comandante deve deixar claro ao governador que, como ele era o dirigente soberano do país bunda, teve o direito de opor à demanda de que o governador deveria, em mudança viajar ao país bunda já que foi ele quem desejava ter uma audiência com o monarca. Por sua vez Mwene Mbandu I Lyondthzi Kapova não tinha nenhum desejo de ver ao governador na longínqua Luanda.
O comandante português e seus subordinados fizeram questão de que não podiam regressar sem o "Grande Rei" porque o governador simplesmente exigiu ter uma audiência com ele e estava dentro do seu direito e o poder para o fazer e, também, as suas tropas estavam disponíveis para dar ao "grande rei" uma salva conducta para o governador.
Enquanto a polémica entre Mwene Mbandu I Lyondthzi Kapova e os seas oponentes portugueses acendia-se, os bundas inteiraram-se de que o seu soberano estava sobre coacção dos portugueses. Como uma manobra táctica do rei parecia ter aceitado ir junto com as demandas portuguesas que seria acompanhado a ver o governador. Na realidade, ele não tinha a intenção de sucumbir à pressão portuguesa nem capitular sem convicção e sem derramamento de sangue por sangue. Ao alcance do ouvido dos seus cortesãos Mwene Mbandu I Lyondthzi Kapova Kathzima Mishambo (o extintor de lumes) instruiu ao seu sobrinho Munamwene Kazungo Shanda que após ter sido levado pelas tropas portuguesas, Shanda deve ter arma carregada especial do rei com poderes mágicos e disparar no sol do meio dia. O rei disse ao seu sobrinho e os cortesões que quando o ritual esotérico se tinha levado a cabo segundo as indicações que converter-se-ia em invisível para as tropas portuguesas que estariam a escoltar e ele poderia fazer o seu caminho de regresso à sede do palácio Kalyamba em Lwati. Mwene Mbandu I não ajudou muito a Lyondthzi Kapova Kathzima Mishambo saber que seu sobrinho era um ambicioso traidor e não iria seguir as instruções do rei. Mwene Mbandu I Lyondthzi Kapova, seu Mwata wa Mwene Shwana Mbambale, seus dois médicos pessoais e assistentes especiais, Mwata Kambalameko e Mwata Vitumbi, alguns cortesões importantes, bem como vários dos seus guarda-costas foram sequestrados e levaram-nos em 1914 pelas tropas coloniais portuguesas montadas a cavalo.

## Lutando contra os Portugueses
Depois do sequestro do seu Rei Mwene Mbandu I Lyondthzi Kapova, os bundas livraram uma feroz campanha armada em defesa da sua pátria. A tecnologia no entanto, com a ajuda das forças portuguesas na obtenção de uma vantagem na guerra, já que tinham um fornecimento constante da pólvora para as suas armas. Sem o conhecimento para fazer a pólvora, os bundas finalmente encontraram os seus avancarga inúteis e a cada vez mais confiados nos seus arcos e flechas, bem como algumas outras armas tradicionais que foram adequados para o contacto próximo de guerra. A potência de fogo portuguesa tomou uma pesada baixa dos bundas, alguns dos quais começaram a lançar os seus avancarga nos rios por falta de pólvora. Os portugueses tinham finalmente desalojado o Reino Bunda, estendendo o território de Angola sobre Bundalândia.